# Гірський кришталь (яйце Фаберже)
Імператорське великоднє яйце «Гірський кришталь» (або «Мініатюри, що обертаються») виготовлене ювелірною фірмою Карла Фаберже на замовлення російського імператора Миколи II у 1896 році. Було подароване імператором дружині Олександрі Федорівні.

## Дизайн

### Сюрприз
Всередині кришталевого яйця  вертикальна золота вісь тримає дванадцять мініатюр, на яких зображені палаци і резиденції, що були пам'ятними для Олександри Федорівни, як місця з її дитинства та юності, а також пов'язані із зустрічами з Миколою у ранні часи їх знайомства та важливими для подружжя подіями. Кожна мініатюра — в золотій рамці зі смарагдом на вершині. Натисканням на великий смарагд на вершині яйця приводиться в дію механізм, який обертає мініатюри всередині яйця: спеціальний гачок рухається і гортає мініатюри подібно тому, як гортають сторінки книжки (див. відео [Архівовано 26 вересня 2016 у Wayback Machine.] на YouTube).
На мініатюрах зображені:
- Новий палац в Потсдамі, Німеччина — місце, де імператриця Олександра Федорівна народилась.
- Краніхштайн в Гессені — улюблена літня резиденція Олександри Федорівни в юнацькі роки.
- Замок Балморал, Шотландія — місце, де проводила свята в дитинстві бабуся Олександри, королева Вікторія.
- Старий палац великого герцога в Дармштадті — офіційна резиденція батька Олександри, Людвіга IV.
- Замок Вольфсгартен, Гессен — мисливський будиночок сім'ї Олександри, в якому вона бувала у дитинстві.
- Віндзорський замок поруч з Лондоном — резиденція королеви Вікторії, яку Олександра відвідувала у дитинстві.
- Палацова церква в Кобурзі — місце, де Олександра погодилася вийти заміж за Миколу.
- Замок Розенау  в Кобурзі — місце, яке пара відвідала наступного після заручин.
- Осборн-хаус, Острів Вайт — місце, яке Микола відвідував, щоб зустрітися з Олександрою, коли вони були заручені.
- Зимовий палац, Санкт-Петербург — місце весілля Миколи та Олександри.
- Анічков палац, Санкт-Петербург — резиденція Марії Федорівни, де Олександра провела свій перший рік в Росії.
- Олександрівський палац в Царському селі, поруч з Санкт-Петербургом — улюблена зимова резиденція імператорської родини[3].

Всі мініатюри, окрім двох, підписані мініатюристом Йоганнесом Зенграфом (Johannes Zehngraf, 1857–1908).

## Історія
Яйце було подароване царем Миколою II дружині Олександрі Федорівні 24 березня 1896 року. Вона отримала його на пасхальному тижні того ж року, коли молода пара зійшла на престол Російської імперії.
Відомо, що 1909 року яйце перебувало в навчальній кімнаті імператриці в Зимовому палаці. У 1917 році разом з іншими коштовностями імператорської родини воно було конфісковано Тимчасовим урядом і в складі близько сорока інших яєць розміщене в Збройовій палаті Московського Кремля. У 1930 році контора «Антикваріат» продала десять яєць Фаберже, серед яких було яйце «Гірський кришталь», нью-йоркській галереї «Hammer» за 8000 руб. (близько $4000). В 1945 році воно стало п'ятим і останнім великоднім яйцем, придбаним дружиною керівника General Motors Ліліан Томас Пратт для своєї колекції виробів Фаберже. Після смерті Ліліан Томас Пратт у 1947 році яйце за заповітом перейшло у власність Художнього музею Вірджинії.